# Batalla de La Grève
La batalla de la Grève, va tenir lloc els dies 13 i 14 de desembre de 1794 durant la guerra de Vendée.

## Forces presents
Al costat de les forces de la Vendée, Le Bouvier-Desmortiers avança 2.000 homes, l'ajudant general Thouron i Charles-Louis Chassin 3.000, Pierre-Suzanne Lucas de La Championnière i Collinet 5.000.
Es debat la presència de Charette en aquesta lluita1. Lucas de La Championnière assegura que Charette roman a Belleville-sur-Vie a causa de l'arribada de l'emissari Bureau de la Batardière, que va venir a portar propostes de pau dels republicans. Indica que el comandament es va lliurar a Couëtus i situa l'acció entre l'1 de desembre i el 6. Le Bouvier-Desmortiers utilitza aquesta versió. No obstant això, els informes republicans van fixar la data de l'atac a La Grève el 14 de desembre i la data de la reunió de Charette i Bureau de la Batardière el 23 de desembre.
Al costat dels patriotes, l'armador Sablais Collinet va escriure en el seu diari que la guarnició de la Grève era inicialment de 150 homes. Aleshores, els republicans es van enfrontar a 300 caçadors del batalló de Francs de Cassel de Fontenay-le-Comte. Lucas de La Championnière també esmenta la seva presència i porta el seu número al 400.

## Procés
El curs de la lluita varia segons les fonts. L'armador Collinet anota al seu diari que la baralla va començar a les 3 de la tarda. Segons el seu relat, després de creuar el pont de Grassière, els Vendéans van atacar en dues columnes i els patriotes es van retirar als seus atrinxeraments. Els 133 homes de l'avançada van abandonar aleshores el seu campament, incendiat pels Vendéans, i es van retirar al pont de Vertou1. S'hi van unir 900 homes que van venir com a reforç del Château de Pierre-Levée, a Olonne-sur-Mer. Aquest últim va fer fugir els Vendéans que es van retirar a Vairé. La lluita va durar una hora i quart.
Després del primer atac del 13 de desembre, el general Canclaux va enviar 300 homes del batalló franc de Cassel, de l'antic exèrcit de Magúncia, a La Grève, que va repel·lir un nou assalt l'endemà.
Segons l'oficial reialista Pierre-Suzanne Lucas de La Championnière, els Vendéans van arribar al vespre a Beaulieu-sous-la-Roche i es van apropar al camp en desordre, esperant que els republicans es rendessin. Però els rep una descàrrega que els sorprèn i que de seguida els derrota.

## Pèrdues
En el seu breu informe al Comitè de Salvació Pública, el general Canclaux va escriure que les baixes republicanes van ser només tres ferits, inclòs un oficial. L'ajudant general Thouron, cap d'estat major de l'exèrcit occidental, va informar de la pèrdua d'un oficial i dos caçadors de Cassel. L'armador del sablais Collinet, però, dona al seu diari un balanç de 26 morts per als republicans i uns quants homes per als revoltats. Charles-Louis Chassin, per la seva banda, fa un balanç de 13 morts en el combat del 13 de desembre i dos soldats morts i un oficial ferit en el del 14.
Segons l'ajudant general Thouron i André Mercier du Rocher, els Vendéans van deixar diversos morts, entre ells un sacerdot, amb 1.200 parells d'esclops.